# Natation aux Jeux du Commonwealth de 2002
Navigation
Édition 1998 Édition 2006
Les épreuves de natation des Jeux du Commonwealth de 2002, la 17e édition, se sont déroulées du 30 juillet au 4 août 2002 à Manchester, en Angleterre. 
À cette occasion, 38 épreuves sont organisées, à parité entre les femmes et les hommes.  
La première journée est dominée par la performance de Ian Thorpe qui améliore son record du monde du 400 m nage libre de 9 centièmes de seconde et le porte à 3 min 40 s 08. Aucun autre record mondial n'est battu au cours de cet événement sportif.
L'Australie se classe au premier rang du tableau des médailles, remportant vingt-cinq titres sur les trente-huit en jeu et devançant très nettement l'Angleterre, avec dix titres conquis. L'Écosse, avec Alison Sheppard pour le 50 m nage libre, l'Afrique du Sud, avec Roland Schoeman pour le 50 m nage libre et le Zimbabwe, avec Kirsty Coventry pour le 200 m 4 nages se partagent les trois autres titres.
Sont également prévues au programme quatre épreuves (50 m et 100 m nage libre), elles aussi à parité entre hommes et femmes, destinées aux nageurs handicapés.

## Les nations présentes
22 nations, sont représentées pour les épreuves de natation de ces Jeux.
- Afrique du Sud
- Angleterre
- Australie
- Bahamas
- Barbade
- Bermudes
- Canada
- Îles Caïmans
- Chypre
- Écosse
- Fidji
- Irlande
- Irlande du Nord
- Jamaïque
- Malaisie
- Nigeria
- Nouvelle-Zélande
- Papouasie-Nouvelle-Guinée
- Pays de Galles
- Singapour
- Swaziland
- Zimbabwe

## Calendrier & résultats des épreuves
(en) Calendrier & résultats sur le site officiel

## Record du monde battu
- le 30 juillet : 400 m nage libre par Ian Thorpe, en  3 min 40 s 08.

## Tableau des médailles
- Nation organisatrice

| Rang | Nation           | Or | Argent | Bronze | Total |
| ---- | ---------------- | -- | ------ | ------ | ----- |
| 1    | Australie        | 25 | 13     | 8      | 46    |
| 2    | Angleterre       | 10 | 8      | 14     | 32    |
| 3    | Afrique du Sud   | 1  | 8      | 3      | 12    |
| 4    | Écosse           | 1  | 2      | 2      | 5     |
| 5    | Zimbabwe         | 1  | 0      | 0      | 1     |
| 6    | Canada           | 0  | 5      | 8      | 13    |
| 7    | Malaisie         | 0  | 1      | 1      | 2     |
| 7    | Nouvelle-Zélande | 0  | 1      | 1      | 2     |
| 9    | Jamaïque         | 0  | 0      | 2      | 2     |
|      | Total            | 38 | 38     | 39     | 115   |

- Deux médailles de bronze ont été décernées pour le 200 m nage libre femmes

## Podiums

### Hommes
| Épreuves           | Or                                                            | Or               | Argent                                                                     | Argent         | Bronze                                                            | Bronze         |
| ------------------ | ------------------------------------------------------------- | ---------------- | -------------------------------------------------------------------------- | -------------- | ----------------------------------------------------------------- | -------------- |
| Nage libre         |                                                               |                  |                                                                            |                |                                                                   |                |
| 50 m               | Roland Schoeman                                               | 22 s 33          | Brett Hawke                                                                | 22 s 34        | Mark Foster                                                       | 22 s 47        |
| 100 m              | Ian Thorpe                                                    | 48 s 73 RJ       | Ashley Callus                                                              | 49 s 45        | Ryk Neethling                                                     | 49 s 71        |
| 200 m              | Ian Thorpe                                                    | 1 min 44 s 71 RJ | Grant Hackett                                                              | 1 min 46 s 13  | Rick Say                                                          | 1 min 49 s 40  |
| 400 m              | Ian Thorpe                                                    | 3 min 40 s 08 RM | Grant Hackett                                                              | 3 min 43 s 48  | Graeme Smith                                                      | 3 min 49 s 40  |
| 1 500 m            | Grant Hackett                                                 | 14 min 54 s 29   | Graeme Smith                                                               | 15 min 07 s 19 | Craig Stevens                                                     | 15 min 09 s 24 |
| Dos                |                                                               |                  |                                                                            |                |                                                                   |                |
| 50 m               | Matt Welsh                                                    | 25 s 65 RJ       | Alex Lim                                                                   | 25 s 67        | Gerhard Zandberg                                                  | 25 s 89        |
| 100 m              | Matt Welsh                                                    | 54 s 72 RJ       | Ian Thorpe                                                                 | 55 s 38        | Alex Lim                                                          | 55 s 44        |
| 200 m              | James Goddard                                                 | 1 min 59 s 83    | Gregor Tait                                                                | 2 min 00 s 55  | Simon Militis                                                     | 2 min 01 s 04  |
| Brasse             |                                                               |                  |                                                                            |                |                                                                   |                |
| 50 m               | James Gibson                                                  | 27 s 72          | Adam Whitehead                                                             | 27 s 79        | Darren Mew                                                        | 27 s 80        |
| 100 m              | Adam Whitehead                                                | 1 min 01 s 13    | Morgan Knabe                                                               | 1 min 01 s 23  | James Gibson                                                      | 1 min 01 s 64  |
| 200 m              | Jim Piper                                                     | 2 min 13 s 10    | Terence Parkin                                                             | 2 min 13 s 34  | Mike Brown                                                        | 2 min 13 s 82  |
| Papillon           |                                                               |                  |                                                                            |                |                                                                   |                |
| 50 m               | Geoff Huegill                                                 | 23 s 57 RJ       | Roland Schoeman                                                            | 23 s 66        | Mark Foster                                                       | 24 s 11        |
| 100 m              | Geoff Huegill                                                 | 52 s 36 RJ       | Mike Mintenko                                                              | 52 s 80        | Adam Pine                                                         | 53 s 02        |
| 200 m              | Justin Norris                                                 | 1 min 56 s 95 RJ | Stephen Parry                                                              | 1 min 57 s 71  | James Hickman                                                     | 1 min 58 s 55  |
| 4 nages            |                                                               |                  |                                                                            |                |                                                                   |                |
| 200 m              | Justin Norris                                                 | 2 min 01 s 32    | Adrian Turner                                                              | 2 min 02 s 10  | James Goddard                                                     | 2 min 02 s 48  |
| 400 m              | Justin Norris                                                 | 4 min 16 s 95 RJ | Brian Johns                                                                | 4 min 17 s 41  | Adrian Turner                                                     | 4 min 18 s 75  |
| Relais             |                                                               |                  |                                                                            |                |                                                                   |                |
| 4x100 m nage libre | Australie Ashley Callus Todd Pearson Grant Hackett Ian Thorpe | 3 min 16 s 42 RJ | Afrique du Sud Roland Schoeman Hendrik Odendaal Lyndon Ferns Ryk Neethling | 3 min 18 s 86  | Canada Brent Hayden Craig Hutchison Matthew Rose Rick Say         | 3 min 19 s 39  |
| 4x200 m nage libre | Australie Grant Hackett Leon Dunne Jason Cram Ian Thorpe      | 7 min 11 s 69 RJ | Canada Rick Say Brian Johns Mark Johnston Mike Mintenko                    | 7 min 17 s 17  | Angleterre Adam Faulkner Jamie Salter Stephen Parry Simon Burnett | 7 min 22 s 56  |
| 4x100 m 4 nages    | Australie Matt Welsh Jim Piper Geoff Huegill Ian Thorpe       | 3 min 36 s 05 RJ | Angleterre Adam Ruckwood Adam Whitehead James Hickman Matt Kidd            | 3 min 38 s 37  | Canada Riley Janes Morgan Knabe Mike Mintenko Brent Hayden        | 3 min 38 s 91  |

### Femmes
| Épreuves           | Or                                                           | Or               | Argent                                                                  | Argent        | Bronze                                                               | Bronze        |
| ------------------ | ------------------------------------------------------------ | ---------------- | ----------------------------------------------------------------------- | ------------- | -------------------------------------------------------------------- | ------------- |
| Nage libre         |                                                              |                  |                                                                         |               |                                                                      |               |
| 50 m               | Alison Sheppard                                              | 24 s 76          | Jodie Henry                                                             | 25 s 37       | Toni Jeffs                                                           | 25 s 48       |
| 100 m              | Jodie Henry                                                  | 55 s 45          | Helene Muller                                                           | 55 s 60       | Karen Legg                                                           | 55 s 86       |
| 200 m              | Karen Pickering                                              | 1 min 59 s 69 RJ | Karen Legg                                                              | 1 min 59 s 86 | Elka Graham Petria Thomas                                            | 2 min 00 s 07 |
| 400 m              | Rebecca Cooke                                                | 4 min 09 s 49    | Elka Graham                                                             | 4 min 11 s 47 | Janelle Atkinson                                                     | 4 min 13 s 24 |
| 800 m              | Rebecca Cooke                                                | 8 min 28 s 54    | Amanda Pascoe                                                           | 8 min 34 s 19 | Janelle Atkinson                                                     | 8 min 36 s 23 |
| Dos                |                                                              |                  |                                                                         |               |                                                                      |               |
| 50 m               | Dyana Calub                                                  | 28 s 98 RJ       | Jennifer Carroll                                                        | 29 s 05       | Sarah Price                                                          | 29 s 08       |
| 100 m              | Sarah Price                                                  | 1 min 01 s 06 RJ | Dyana Calub                                                             | 1 min 01 s 86 | Giaan Rooney                                                         | 1 min 02 s 22 |
| 200 m              | Sarah Price                                                  | 2 min 10 s 58 RJ | Jo Fargus                                                               | 2 min 11 s 60 | Katy Sexton                                                          | 2 min 12 s 01 |
| Brasse             |                                                              |                  |                                                                         |               |                                                                      |               |
| 50 m               | Zoe Baker                                                    | 30 s 60          | Sarah Poewe                                                             | 31 s 73       | Tarnee White                                                         | 31 s 74       |
| 100 m              | Leisel Jones                                                 | 1 min 08 s 74    | Brooke Hanson                                                           | 1 min 09 s 10 | Sarah Poewe                                                          | 1 min 09 s 29 |
| 200 m              | Leisel Jones                                                 | 2 min 25 s 93    | Sarah Poewe                                                             | 2 min 27 s 47 | Kelli Waite                                                          | 2 min 28 s 58 |
| Papillon           |                                                              |                  |                                                                         |               |                                                                      |               |
| 50 m               | Petria Thomas                                                | 26 s 66 RJ       | Nicole Irving                                                           | 27 s 13       | Alison Sheppard                                                      | 27 s 30       |
| 100 m              | Petria Thomas                                                | 58 s 57          | Mandy Loots                                                             | 59 s 68       | Jennifer Button                                                      | 1 min 00 s 22 |
| 200 m              | Petria Thomas                                                | 2 min 08 s 40    | Georgina Lee                                                            | 2 min 10 s 73 | Margaretha Pedder                                                    | 2 min 11 s 60 |
| 4 nages            |                                                              |                  |                                                                         |               |                                                                      |               |
| 200 m              | Kirsty Coventry                                              | 2 min 14 s 53 RJ | Jennifer Reilly                                                         | 2 min 14 s 99 | Marianne Limpert                                                     | 2 min 15 s 07 |
| 400 m              | Jennifer Reilly                                              | 4 min 43 s 59    | Elizabeth van Welie                                                     | 4 min 44 s 56 | Jessica Abbott                                                       | 4 min 47 s 11 |
| Relais             |                                                              |                  |                                                                         |               |                                                                      |               |
| 4x100 m nage libre | Australie Alice Mills Jodie Henry Petria Thomas Sarah Ryan   | 3 min 40 s 41 RJ | Angleterre Melanie Marshall Rosalind Brett Karen Legg Karen Pickering   | 3 min 41 s 47 | Canada Laura Nicholls Marianne Limpert Laura Pomeroy Jessica Deglau  | 3 min 45 s 33 |
| 4x200 m nage libre | Angleterre Karen Legg Georgie Lee Jo Fargus Karen Pickering  | 8 min 01 s 39 RJ | Australie Elka Graham Giaan Rooney Rebecca Creedy Petria Thomas         | 8 min 01 s 91 | Canada Jessica Deglau Marianne Limpert Jennifer Button Sophie Simard | 8 min 04 s 66 |
| 4x100 m 4 nages    | Australie Dyana Calub Leisel Jones Petria Thomas Jodie Henry | 4 min 03 s 70 RJ | Afrique du Sud Charlene Wittstock Sarah Poewe Mandy Loots Helene Muller | 4 min 05 s 06 | Angleterre Sarah Price Kate Haywood Georgie Lee Karen Legg           | 4 min 05 s 65 |

Légende : RM : record du monde - RJ : record des Jeux